# St. Leonhard (Waldreichenbach)

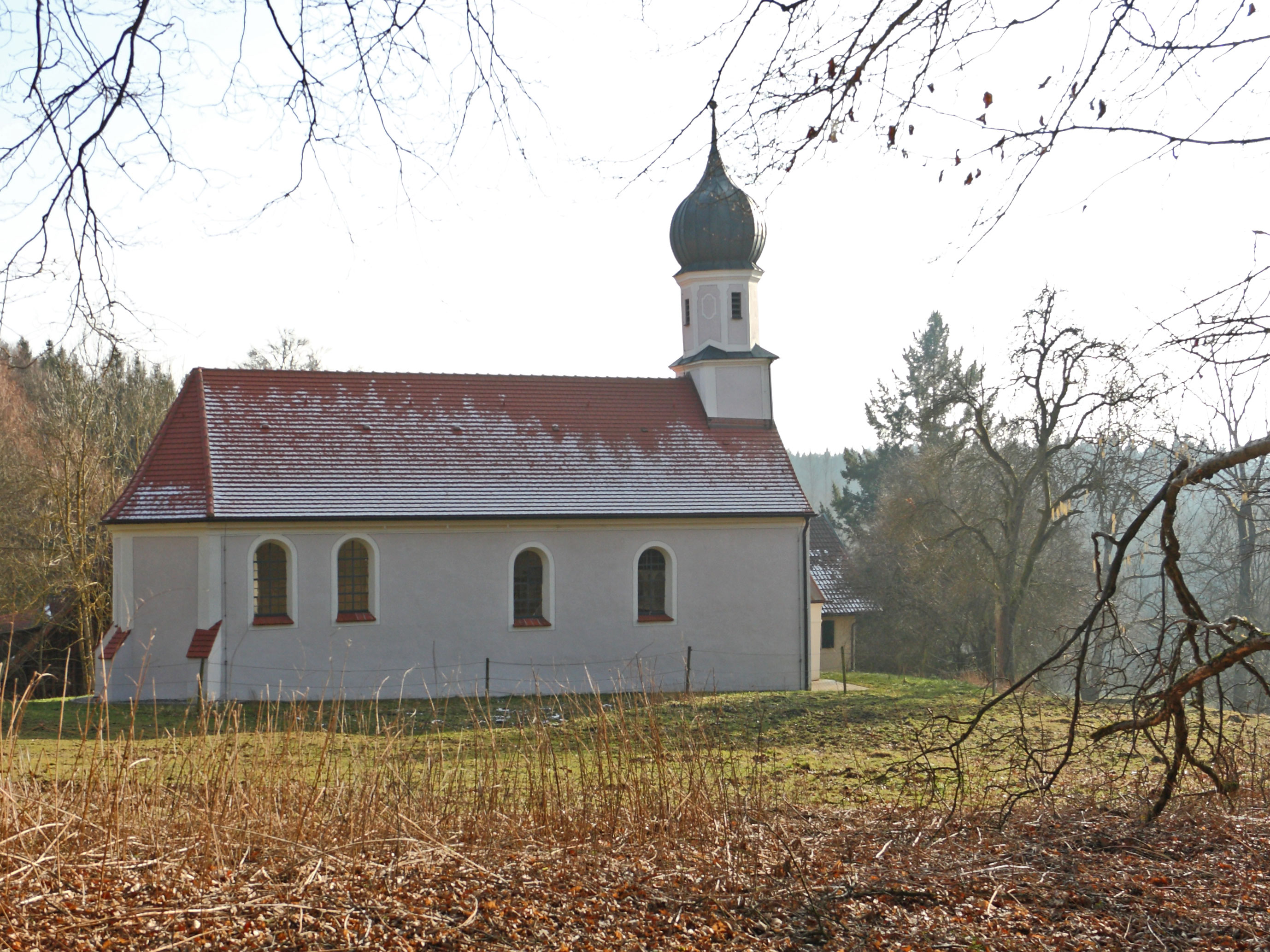
St. Leonhard in Waldreichenbach

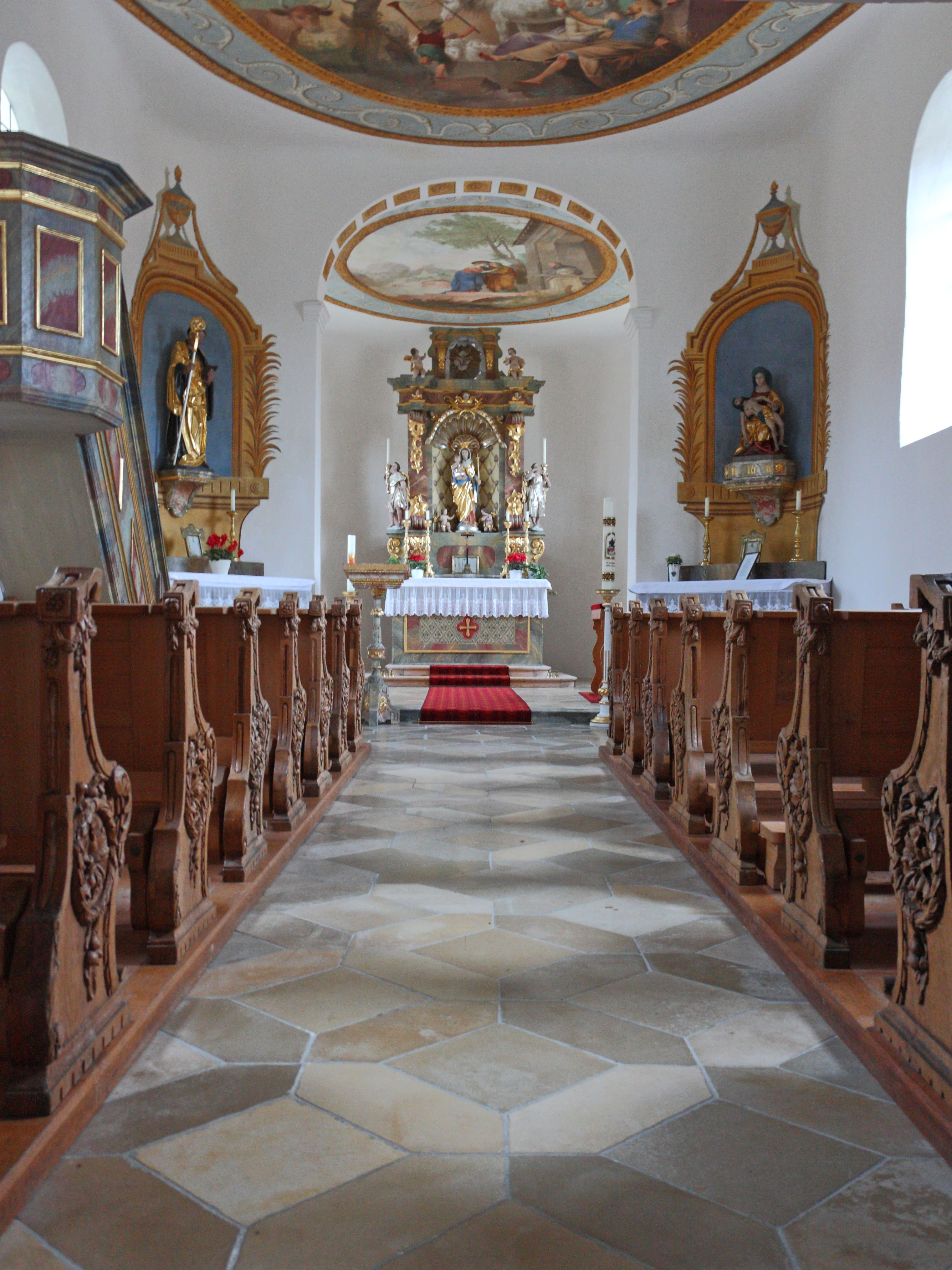
Blick zum Altar

Die römisch-katholische Wallfahrtskirche St. Leonhard steht in Waldreichenbach, einem Gemeindeteil des Marktes Buch im schwäbischen Landkreis Neu-Ulm in Bayern. Das Bauwerk ist in der Liste der Baudenkmäler in Buch als Baudenkmal unter der Nr. D-7-75-118-29 eingetragen.

## Beschreibung
Das Langhaus der Saalkirche wurde 1794 nach Westen an den dreiseitig geschlossenen, von Strebepfeilern gestützten Chor, im Kern die ursprüngliche gotische Kapelle, angebaut. Über der Fassade im Westen erhebt sich ein quadratischer Giebelreiter, dessen achteckiges Obergeschoss den Glockenstuhl beherbergt, und der mit einer Zwiebelhaube bedeckt ist. 
Der Innenraum des Langhauses ist mit einer Flachdecke überspannt. Die Fresken, im Chor mit der Mariä Heimsuchung, im Langhaus mit Leonhard von Limoges, hat 1794 Konrad Huber eingefügt. Auf der Brüstung der Empore sind die Porträts des heiligen Ludwig, des heiligen Josef und des Valentin von Terni dargestellt. Der Hochaltar, in dem eine Statue der Maria steht, wurde um 1680 aufgestellt.